# Renaldo Balkman
Renaldo Miguel Balkman (Staten Island, 14 luglio 1984) è un cestista statunitense con cittadinanza portoricana.

## Carriera
È stato selezionato dai New York Knicks al primo giro del Draft NBA 2006 (20ª scelta assoluta).
Con Porto Rico ha disputato tre edizioni dei Campionati mondiali (2010, 2014, 2019) e tre dei Campionati americani (2011, 2013, 2015).

## Palmarès
- 2 volte campione NIT (2005, 2006)
- MVP National Invitation Tournament (2006)